# Ascanio in Alba

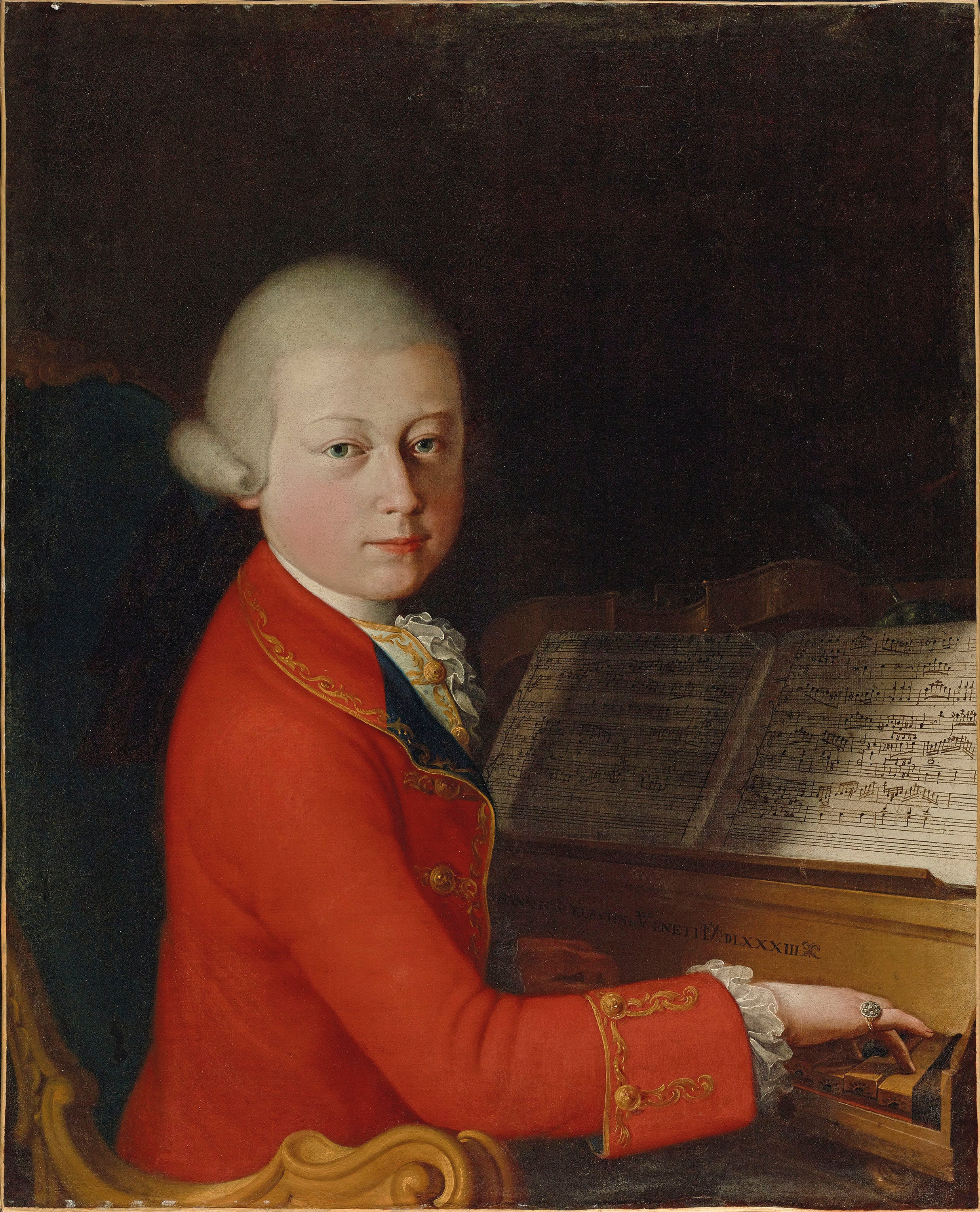
Mozart

Ascanio in Alba is een opera in twee bedrijven van Mozart op een libretto van Parini. De eerste uitvoering vond plaats op 17 oktober 1771 in Milaan.

## Synopsis
We zitten in een arcadisch landschap nabij Rome. Venus vertelt haar kleinzoon Ascanio dat hij de wijze nymph Silvia moet huwen, om zo een deel van haar land te regeren. Hij gaat op zoek naar Silvia, maar vermomt zich om zo zeker te zijn van haar gevoelens.
Ascanio en Silvia ontmoeten elkaar en worden verliefd. Silvia echter staat onder de bescherming van Aceste, een priester van Venus, tot de haar toegekende bruidegom arriveert. Venus is hierdoor overtuigd van de oprechtheid van Silvia en onthult haar de echte identiteit van Ascanio. Het koppel is verrukt en iedereen zingt ter ere van Venus.
Die Schuldigkeit des ersten Gebotes · Apollo et Hyacinthus · Bastien und Bastienne · La finta semplice · Mitridate · Ascanio in Alba · La Betulia Liberata · Il sogno di Scipione · Lucio Silla · Thamos, König in Ägypten · La finta giardiniera · Il rè pastore · Zaide · Idomeneo · Die Entführung aus dem Serail · L'oca del Cairo · Lo sposo deluso · Der Schauspieldirektor · Le nozze di Figaro · Don Giovanni · Così fan tutte · Die Zauberflöte · La clemenza di Tito
- Bibliothèque nationale de France: cb139149103 (data)
- Catàleg d'autoritats de noms i títols de Catalunya: 981058526815706706
- Gemeinsame Normdatei: 300260423
- Library of Congress Control Number: no2005055580
- MusicBrainz work: e9fdfcdd-f4d8-4118-af80-51e315ebe99d
- Nationale bibliotheek van Australië: 36033133
- Nationale Bibliotheek van Israël: 987007402460905171
- Virtual International Authority File: 176862011